# بیل هالتر
بیل هالتر (انگلیسی: Bill Halter؛ زادهٔ ۳۰ نوامبر ۱۹۶۰) سیاست‌مدار اهل ایالات متحده آمریکا است.
وی همچنین برندهٔ جوایزی همچون بورسیه رودز شده‌است.